# Système concentrationnaire soviétique avant 1930
Le régime issu de la révolution d'Octobre — la République socialiste fédérative soviétique de Russie puis, à compter de la fin 1922, l'Union des républiques socialistes soviétiques — s'est doté d'un système concentrationnaire dès 1918, pendant la guerre civile. L'existence des camps de concentration soviétiques est donc bien antérieure à la création du Goulag en 1930, bien que le système concentrationnaire stalinien présente de nombreuses spécificités. Le terme « Goulag », qui signifie « Administration principale des camps », est passé dans le langage courant pour désigner l'ensemble du système concentrationnaire soviétique ainsi que les camps de concentration et de travail qui le constituent.

## La guerre civile russe (1918-1921)
Pour des articles plus généraux, voir Révolution russe et Guerre civile russe.
Le travail forcé est pensé par Lénine peu de temps avant la Révolution russe mais reste à l'état de supposition mal définie visant les capitalistes et les « ennemis de classe », considérés comme des criminels. En janvier 1918, il renouvelle cette idée, pensant l'appliquer contre les « saboteurs-millionnaires ». Dès après la Révolution, les arrestations et condamnations, parfois aux travaux forcés, se multiplient, mais il n'existe pas encore de structure concentrationnaire.
Le premier camp de concentration soviétique est voulu par Léon Trotski, alors commissaire du peuple à la Guerre, ordonnant le 4 juin 1918 l'internement de prisonniers de guerre tchèques dans un camp sous tutelle de la Tchéka. Peu de temps après, il reprend l'idée en pensant placer en camp les ressortissants de la bourgeoisie « pour accomplir des tâches subalternes ». Au cours de l'été 1918, les camps de prisonniers de la Première Guerre mondiale, vidés à la suite de la paix de Brest-Litovsk, passent sous le contrôle de la Tchéka. Le 9 août 1918, Lénine ordonne par télégramme au comité bolchévique de la province de Penza d’enfermer dans un « camp de concentration les koulaks, les prêtres, les Gardes blancs et autres éléments douteux ». L’organisation de ces camps, qui existent sans assise juridique à l'été 1918, est règlementée en avril 1919 par un décret du Commissariat à l’Intérieur qui les différencie des « camps de travail coercitif » pour condamnés de droit commun. Cependant, la distinction entre « camp de concentration » et « camp de travail coercitif » reste alors purement théorique. En effet, une instruction du 17 mai 1919 ordonne d’emprisonner, toutes catégories confondues, dans le même type de camp les soldats prisonniers, les déserteurs, les condamnés pour « parasitisme, proxénétisme et prostitution », tout comme les « otages issus de la haute bourgeoisie », les « fonctionnaires de l’ancien régime », etc., ces derniers groupes arrêtés à titre de « mesure prophylactique » par la Tchéka et enfermés sans jugement. 
Les bolcheviks ne cachent pas l'utilisation de cet ensemble de mesures prises dans le cadre de la « terreur rouge » et du « communisme de guerre », qu'ils justifient comme une réponse nécessaire à la « Terreur blanche » monarchiste et à l'invasion de la Russie révolutionnaire par de nombreuses armées étrangères. Le contexte historique de la guerre civile ne permet pas alors, selon certains historiens, d'assimiler les camps de concentration ouverts à partir de 1918 au futur Goulag stalinien. Ceux-ci seraient à considérer comme les instruments d'un combat à mort, « sorte d'abcès de la guerre civile qui ne devaient servir aucun dessein économique », à la différence du Goulag.

## La période de la NEP

### Le système pénitentiaire soviétique des années 1920
À la fin de la guerre civile, le système concentrationnaire soviétique se modifie profondément. La désorganisation qui présidait pendant la guerre laisse place à une organisation répondant à la règlementation d'avril 1919.
Le concept de « camp de travail » pour détenus de droit commun est développé. En 1922, le Commissariat du peuple à la justice ouvre ainsi des « colonies de redressement par le travail » pour les individus de plus de 17 ans condamnés à des peines de moins de 3 ans. Ces mesures sont indissociables des principes du système juridique de la jeune Russie soviétique qui prétend substituer à la simple « peine carcérale » la « rééducation par le travail ». Différence notable avec le futur Goulag : ces camps de travail ne constituent pas encore un maillon de l'économie soviétique. Leurs règlementations ne définissent pas d'objectif de production et l'article 35 de l'instruction de mai 1919 se contente de préciser que « l'entretien des camps et leur administration doivent être assurés par le travail des détenus »
À côté de ces camps, le système de répression politique est organisé par la création fin 1922 d'une « Direction des Camps du Nord à destination spéciale » (SLON) qui regroupe les condamnés politiques du régime, ainsi que des détenus de droit commun qui relèvent de la police politique (faux monnayeurs, grand banditisme).

### Les camps des îles Solovki, embryon du Goulag?
Fondé en 1429, d’abord un et ensuite plusieurs monastères ont été construits sur ces îles. Avec l’arrivée au pouvoir des Bolcheviks, le destin de ces îles change. En effet, transformé en camp de concentration dès 1920, le camp reçoit des dizaines de milliers de prisonniers, dont des socialistes. Le 19 mars 1922, Lénine déclenche une opération de liquidation de l’Église orthodoxe, ce qui provoque l'assassinat de milliers de prêtres et de moines, les autres étant déportés aux Solovki. Le vol et le vandalisme généralisé contre les églises et monastères se traduisirent par l'incendie, puis la destruction des monastères des Solovki.

## La création du Goulag

### Le «grand tournant» de 1929
À partir de 1929, le système concentrationnaire connaît une série d'évolutions brutales. La population carcérale enfle démesurément tandis que les camps apparaissent de plus en plus comme des rouages importants de l'économie soviétique, avec la généralisation du travail forcé. Dès mars 1928, un arrêté recommande « une plus grande utilisation du travail des détenus » tandis que, deux mois plus tard, une circulaire du Comité exécutif central des Soviets de l'URSS (TSIK) exige « l'emploi généralisé du travail des individus se trouvant sous le coup de mesures de défense sociale ». Le 27 juin 1929, les détenus des prisons condamnés à des peines supérieures à trois ans sont transférés, par décret du Bureau politique, dans les camps de concentration du Guépéou rebaptisés « camps de travail et de rééducation ».

## Historiographie
De nombreux auteurs décrivent le système concentrationnaire stalinien comme l'héritier direct des camps de concentration bolcheviques mis en place pendant la guerre civile russe, puis maintenus sous d'autres formes pendant la Nouvelle politique économique. Ce point de vue est cependant remis en cause par les historiens (notamment trotskystes pour disculper Trotsky et le distinguer de Staline) qui mettent en avant la spécificité du Goulag dans la période stalinienne, comme instrument de la terreur de masses et d'institution du travail forcé. D'après Lucien Sève et Moshe Lewin, les camps des années 1920 avaient une fonction rééducative de la délinquance et dans les années 1930 sous Staline serviront à l'exploitation économique du pays. Cette controverse rejoint un débat plus large sur la particularité  - ou même la rupture - du stalinisme vis-à-vis du bolchevisme et, au-delà, de la particularité du bolchevisme, qui est une construction possible du communisme dans un contexte donné, vis-à-vis du communisme, utopie sociale pouvant prendre différents visages.